# Rue d'Arcueil
La rue d'Arcueil est une voie du 14e arrondissement de Paris, en France.

## Situation et accès
La rue d'Arcueil est une voie publique située dans le 14e arrondissement de Paris. Elle débute au 78, rue de l'Amiral-Mouchez et se termine au 10, boulevard Jourdan.

## Origine du nom
Cette voie doit son nom au fait qu'elle est un ancien chemin qui conduisait à Arcueil.

## Historique
Cette rue est une partie d'un ancien chemin vicinal qui menait d'Arcueil à la barrière de la Santé, situé sur la commune de Gentilly et indiqué sur le plan de Jaillot de 1713 et le plan de Roussel de 1730.
Ce chemin fut transformé en rue en 1838 avant d'être classé dans la voirie parisienne en 1863 et de prendre, par arrêté municipal du 1er février 1877, le nom de « rue d'Arcueil ».

## Bâtiments remarquables et lieux de mémoire
- No 2 : Villa Corot, créée en 1904, abrite 6 ateliers de peintres et ateliers de sculpteurs. Elle a accueilli les sculpteurs Charles Despiau, Paul Belmondo et Michel Coste, auteur des fontaines de la Maison des Sciences de l'Homme, boulevard Raspail et du collège Georges Braque, rue Brillat-Savarin[1].